# Nephila turneri
Nephila turneri är en spindelart som beskrevs av John Blackwall 1833. Nephila turneri ingår i släktet Nephila och familjen Nephilidae. Utöver nominatformen finns också underarten N. t. orientalis.

## Utseende
Kroppen hos honor blir i genomsnitt 32,8 mm lång medan hanar blir 3,4 mm.